# Psychotria aurea
Psychotria aurea là một loài thực vật có hoa trong họ Thiến thảo. Loài này được Lauterb. miêu tả khoa học đầu tiên năm 1905.